# ویلیام آلن (وفادارمانده)
ویلیام آلن (William Allen) (زادهٔ ۵ اوت ۱۷۰۴ – درگذشتهٔ ۶ سپتامبر ۱۷۸۰)، بازرگان ثروتمند، وکیل مدافع و قاضی کل استان پنسیلوانیا و شهردار فیلادلفیا در دوران استعمار بود. در زمان جنگ انقلاب آمریکا، آلن یکی از ثروتمندترین و قدرتمندترین مردان در فیلادلفیا بود. آلن که یک وفادارمانده [وفادار به بریتانیا] بود، به این نظر بود که مستعمرات باید مشکلات خود با پارلمان بریتانیا را از طریق مراجعه به قانون اساسی بر طرف نماید، او همچنین هر نوع جنبش به‌سوی استقلال را نکوهش می‌کرد.
او در ۱۷۵۰ میلادی یک ملک بزرگ و کاخ به‌نام مانت ایری در خارج از فیلادلفیا ساخت؛ این محله به‌نام ملک وی معروف شده و حالا بخشی از شهر فیلادلفیا است. در ۱۷۶۲ میلادی، او مکانی را تأسیس کرد که بعداً به آلن‌تاون، پنسیلوانیا مشهور شد و او در آنجا یک مرکز شکار داشت.

## زندگی و حرفه

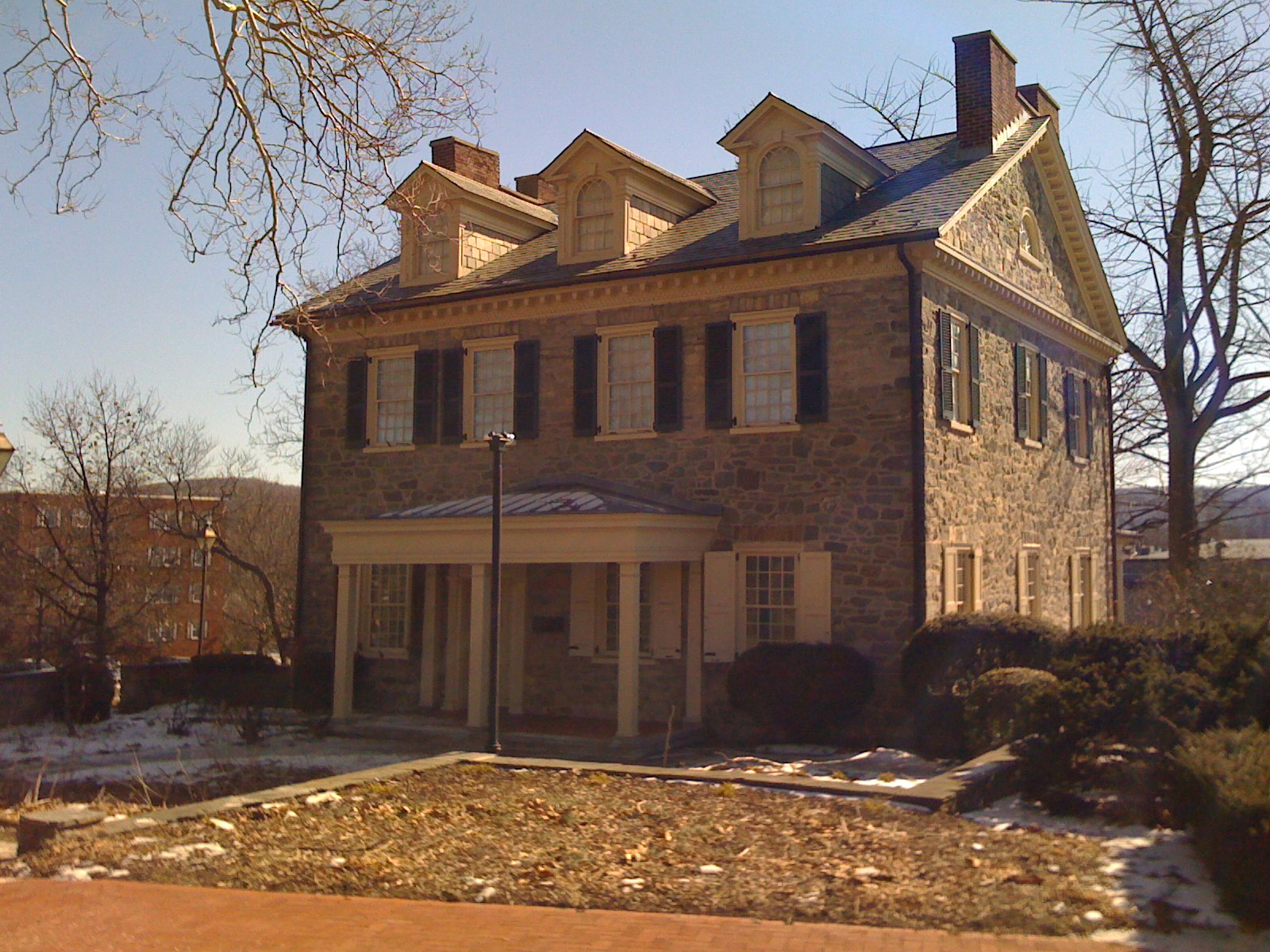
منزل محل زندگی ویلیام آلن

آلن، متولد ۱۷۰۴ میلادی در فیلادلفیا، فرزند ویلیام آلن سینیور بود، پدر وی بازرگان موفقی بود که نژاد اسکاتلندی-ایرلندی داشت و از دنگانون، شهرستان تایرون، ایرلند همراه با برادرش جان و پدر خود به آمریکا مهاجرت کرده بود. آلن بزرگتر بنا بر روابط نزدیکی که با ویلیام پن، مالک مستعمره پنسیلوانیا داشت، به شهرت رسید.
آلن زمانی که جوان بود، بیشتر زمان خود را برای تحصیلات و پیراستگی در انگلستان سپری کرد. در ۱۷۲۰ میلادی، او برای آموزش در رشته حقوق در میدل تیمپل وارد شده و همزمان به عنوان دانشجوی خصوصی وارد کلیر کالج، کمبریج شد.
زمانی که پدر آلن در ۱۷۲۵ میلادی در گذشت، او به فیلادلفیا بازگشت تا تجارت خانوادگی خود را مدیریت نماید. در بهار ۱۷۲۹ میلادی، آلن همراه با وکیل مدافع اندرو همیلتون (پدر زن آینده خود) به عنوان معتمد صندوق خریداری زمین و ساختن تعمیر کاخ ایالتی در فیلادلفیا که در آن زمان مرکز استان بود، انتخاب شدند. به هر دو نفر این صلاحیت داده شده بود تا قطعه زمینی برای این پروژه خریداری نمایند. تا اکتبر ۱۷۳۰ سال بعدی، آلن و همیلتون به خریداری مقدار زیاد زمین در جاده چیست‌نت به هزینه شخصی خود آغاز کردند، ملکی که کاخ ایالتی پنسیلوانیا (که بعداً به سالن استقلال معروف شد) قرار بود روی آن ساخته شود. در ۱۷۳۵ میلادی، آلن به عنوان شهردار، شهر فیلادلفیا انتصاب یافت. سال بعدی، وی با برگزاری مهمانی برای تمامی شهروندان و مهمانان شهر، از باز شدن ساختمان تقریباً تکمیل شده کاخ ایالتی تجلیل کرد؛ این مهمانی در آن زمان به عنوان «بزرگترین و برازنده‌ترین محفلی که در آن قسمت آمریکا برگزار شده بود»، توصیف گردید.
بنا بر وصیت پدر زن خود اندرو همیلتون، مورخ ۳۱ ژوئیه- ۱ اوت ۱۷۴۱، آلن تمامی زمین محوطه کاخ ایالتی و اراضی دولتی حومه آن را به ارث برد. این اراضی قرار بود توسط وی و برادر زن‌اش جیمز همیلتون مدیریت شود. آلن و همیلتون در ۱۳ سپتامبر ۱۷۶۱، لات شماره ۱ و یک قسمت دیگر اراضی به‌دست آمده را به آیزاک نوریس دوم و سایر معتمدین این استان واگذار کردند. این انتقال ملک، محوطه کاخ را کامل سخت: مکان کاخ ایالتی و فضای دولتی حومه آن.
در ۱۷۶۸ میلادی، وی به عنوان عضو انجمن فیلسوفان آمریکا انتخاب شد.
آلن به عنوان قاضی کل دادگاه عالی مستعمره گماشته شده و از ۱۷۵۱ تا ۱۷۷۴ میلادی در این سمت خدمت کرد. وی در نهایت به‌خاطر تنش‌های روزافزون ناشی از باورهای وفادارمانده وی به بریتانیا و نگرانی‌های پزشکی از موقف خود کنار رفت. بنجامین چیو پس از وی به عنوان قاضی کل گماشته شد.
در ۱۷۶۰ میلادی، آلن با تشویق ویلیام اسمیت، از سفر نقاش جوان بنجامین ویست به ایتالیا حمایت مالی کرد. او یک حداکثر اعتبار به ارزش ۱۰۰ پوند برای ویست تعیین نموده و در نامه معرفی وی در ۱۷۶۰ میلادی، ویست را «نقاش نابغه شهر که مشتاق بهبود خود در این علم با دیدار از فلورانس و روم، است» خواند. آلن و برادر زن وی، فرماندار جیمز همیلتون، یک سال بعد پول بیشتری برای ویست فراهم کردند. ویست به یکی از پرآوازه‌ترین نقاشان قرن مبدل شده و از ۱۷۹۲ میلادی تا هنگام مرگ خود در ۱۸۲۰ میلادی به عنوان رئیس آکادمی سلطنتی هنر بریتانیا خدمت کرد. ویست از آلن به عنوان «مهم‌ترین سرور از جمله سروران من» نام برد.
آلن یک فراماوسون و عضو لژ شماره یک سنت جان، «مدرنز» در فیلادلفیا بود که به‌نام تون تاورن لژ نیز شناخته می‌شد. وی که در ۲۴ ژوئن ۱۷۳۱ به عنوان استاد بزرگ استانی پنسیلوانیا در لژ «مدرنز» گماشته شده بود، به دومین استاد بزرگ استانی لژ بزرگ پنسیلوانیا و جوانترین استاد بزرگ مبدل شد، (هنگام انتصاب خود تنها ۲۶ سال سن داشت). آلن برای دو دوره به عنوان استاد بزرگ خدمت کرد، دوره اولی از ۱۷۳۱ تا ۱۷۳۲ میلادی و دوره دومی از ۱۷۴۷ تا ۱۷۶۱ میلادی.
آلن که یک وفادارمانده بود، در ۱۷۷۴ میلادی به انگلستان فرستاده شده و در آنجا طرح خود را تحت عنوان بحران آمریکا: نامه‌ی، با اجازه ارل گوور لرد و رئیس شورا، در مورد اغتشاشات هشداردهنده کنونی در مستعمرات، منتشر کرده و طی آن برنامه‌ای را برای بازگرداندن مستعمرات آمریکایی به زیر حاکمیت تاج و تخت بریتانیا ارایه کرد. او تقریباً بیشتر دوران جنگ انقلاب آمریکا را در انگلستان سپری کرد و تا ۱۷۷۹ میلادی، پس از اینکه ارتش بریتانیا از فیلادلفیا خارج شده بود، به آمریکا بازنگشت. او سال بعدی و یک سال قبل از اینکه جنگ انقلاب آمریکا پایان یابد، در عمارت خود به‌نام مانت ایری در خارج از شهر فیلادلفیا وفات کرد.

## ازدواج و خانواده
آلن در ۱۶ فوریه ۱۷۳۴ با مارگارت همیلتون ازدواج کرد، همسر وی دختر اندرو همیلتون وکیل مدافع مشهور در پرونده ۱۷۳۵ زنجیر و خواهر جیمز همیلتون بود. ویلیام و مارگارت شش فرزند داشتند: جان، اندرو، جیمز، ویلیام، آن و مارگارت. فرزندان آلن، همانند پدر خود، در جریان انقلاب آمریکا طرفدار بریتانیا بودند.
آن آلن با جان پن ازدواج کرد، پن یکی از مالکین استعماری این استان با ۲۵ درصد سهم قانونی بود و به عنوان آخرین فرماندار استعماری پنسیلوانیا خدمت کرد. در جریان مدتی که بریتانیا شهر فیلادلفیا را اشغال نمود، آن مدتی را با همسر خود در نیوجرسی در تبعید به سر برد، اما آنها دوباره در ۱۷۸۸ میلادی به این شهر بازگشته و بقیه عمر خود را در نزدیکی شهر سپری کردند.

## میراث

### بنیان‌گذاری آلن‌تاون در پنسیلوانیا
آلن طرح شهرک امروزی آلن‌تاون، پنسیلوانیا را در ۱۷۶۲ میلادی گذاشت و وی آنرا در آن زمان شهرک نورث‌همپتون نام‌گذاری کرد. زمین این شهرک بخشی از ملکی به مساحت ۵٬۰۰۰ آکر (۲۰ کیلومتر مربع) بود که آلن در ۱۷۳۵ میلادی از شریک تجاری خود جوسیف تورنر خریداری نموده بود. تورنر این ملک را از توماس پن، پسر ویلیام پن خریداری کرده بود. آلن امیدوار بود که شهرک نورث‌همپتون به‌خاطر موقعیت‌اش در امتداد رود له‌های و نزدیک بودن به فیلادلفیا، می‌تواند، جایگزین شهر ایستون به عنوان مرکز شهرستان نورث‌همپتون شده و همچنین به یک مرکز تجاری مبدل شود.
آلن این ملک را در ۱۷۶۷ میلادی به پسرش جیمز داد. سه سال بعد در ۱۷۷۰ میلادی، جیمز یک اقامتگاه تابستانی به‌نام تراوت هال در این شهرک جدید ساخت که در نزدیکی مرکز شکار پیشین پدرش واقع شده بود.
در ۱۸ مارس ۱۸۱۱، این شهرک به‌طور رسمی به عنوان یک واحد اداری بارو تشکیل گردید. در ۶ مار ۱۸۱۲، شهرستان له‌های از نیمه غربی شهرستان نورث‌همپتون تشکیل شده و شهرک نورث‌همپتون به عنوان مرکز آن انتخاب گردید. نام این شهرک، پس از اینکه برای سال‌ها به‌طور غیررسمی به‌نام شهرک «آلن‌تاون» معروف شده بود، در ۱۸۳۸ میلادی به این نام تغییر یافت. این شهرک در ۱۲ مارس ۱۸۶۷ به‌طور رسمی به عنوان یک شهر شناخته شد. آلن‌تاون امروزه سومین شهر بزرگ در پنسیلوانیا است.

### مانت ایری، پنسیلوانیا
آلن در ۱۷۵۰ میلادی عمارت و کاخی را به‌نام مانت ایری در جاده جرمن‌تاون ساخت. منطقه‌ای که مانت ایری در آن بود، در نهایت این نام را برای خود اختیار کرد. این عمارت تا هنوز هم پابرجا بوده و اکنون محوطه حوزه علمیه الهی‌شناسی لوتران در فیلادلفیا را تشکیل می‌دهد.

## افتخارات
- دبیرستان ویلیام آلن در آلن‌تاون که سومین مدرسه بزرگ دولتی در پنسیلوانیا است به افتخار او نام‌گذاری شده‌است.[۱۴]
- کوچه آلن که جاده‌ای در مانت ایری، پنسیلوانیا می‌باشد، پس از وی نام‌گذاری شده‌است.
- کوچه آلن (ایستگاه قطار SEPTA)، یک ایستگاه قطار منطقه‌ای SEPTA می‌باشد، نیز به افتخار او نام‌گذاری شده‌است، اما این کوچه از جاده‌ای که ایستگاه قطار روی آن قرار دارد، متفاوت است.
- مدرسه متوسطه ویلیام آلن در مورستاون، نیوجرسی.